# Ernte-Tänze
Ernte-Tänze ist ein Walzer von Johann Strauss (Sohn) (op. 45). Das Werk wurde am 26. Juli 1847 anlässlich des Kirchweihfestes in Brigittenau im nördlichen Teil der Donauinsel (Wien) erstmals aufgeführt.

## Einzelnachweis
1. ↑  Quelle: Englische Version des Booklets (Seite 43) in der 52 CDs umfassenden Gesamtausgabe der Orchesterwerke von Johann Strauß (Sohn), Hrsg. Naxos (Label). Das Werk ist als zweiter Titel auf der 14. CD zu hören.